# Ferrovia Lartigue

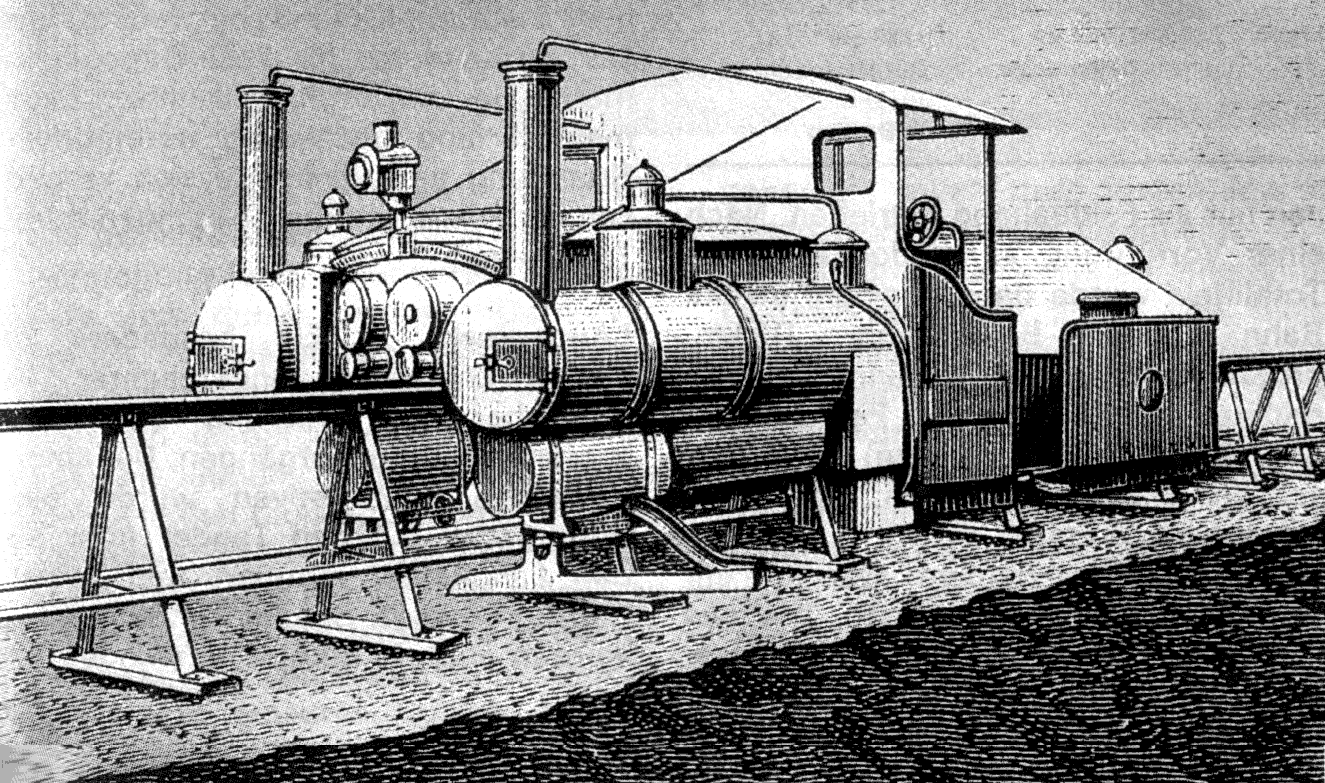
Locomotiva a vapore per la monorotaia Lartigue.

Il sistema Lartigue è un tipo di ferrovia monorotaia inventato dall'ingegnere Charles François Lartigue (nato nel 1834 a Tolosa, morto nel 1907). Si tratta di una monorotaia del tipo a sella, in quanto i veicoli viaggiano al di sopra della rotaia.

## Tecnica

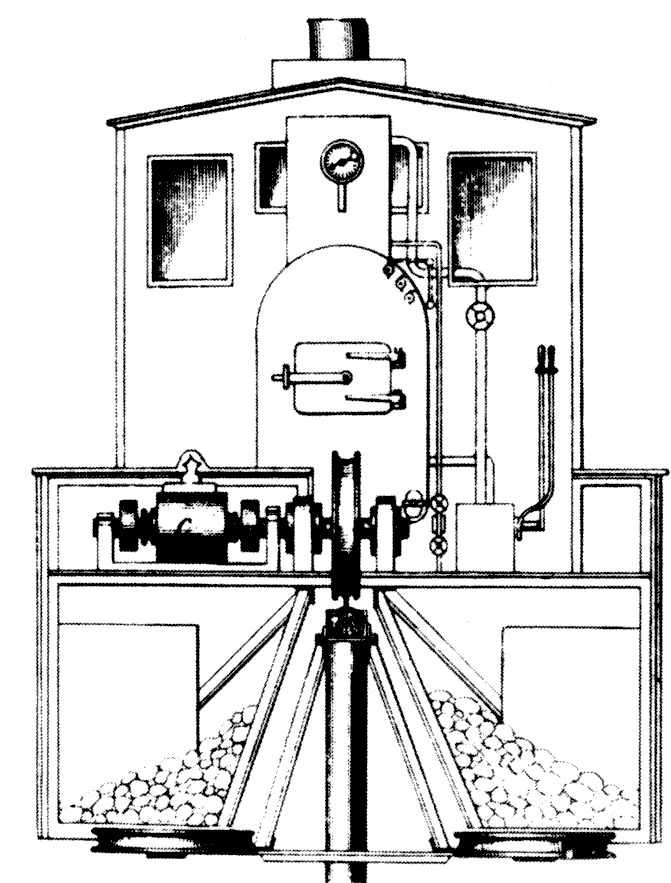
Sezione trasversale schematica di una locomotiva Lartigue, mostra la disposizione delle ruote e la sezione ad "A" della rotaia.

La ferrovia Lartigue è costituita da tre rotaie sorrette da una struttura con sezione a forma di "A", sulla cui sommità si trova la rotaia centrale su cui poggiano le ruote portanti dei mezzi. Sui lati ci sono invece altre due rotaie con funzione non portante su cui agiscono ruote orizzontali che servono a stabilizzare i veicoli lungo l'asse longitudinale. Questo tipo di ferrovia era particolarmente vantaggiosa nell'ambiente per cui era stata concepita: il deserto. Infatti una ferrovia tradizionale sarebbe stata velocemente ricoperta dalla sabbia e pertanto inutilizzabile, mentre la struttura rialzata della monorotaia manteneva le rotaie al di sopra del terreno impedendone il seppellimento.

## Storia
La prima applicazione della monorotaia Lartigue fu in Algeria, dove nel 1880 venne costruita su progetto dell'ingegnere Charles Lartigue una ferrovia per il trasporto dell'alfa (o "sparto"), una pianta erbacea spontanea che veniva raccolta e utilizzata per la fabbricazione di carta e cordame. La ferrovia di Lartigue era concettualmente simile alla monorotaia di Palmer, brevettata nel 1821, e praticamente identico al sistema adottato dalla General LeRoy Stone's Centennial Monorail, monorotaia dimostrativa costruita nel 1876 per la Centennial Exposition a Filadelfia in Pennsylvania. Si racconta però che Lartigue ebbe l'idea della monorotaia osservando i cammelli in Algeria, che portavano i carichi sistemati nelle gerle appese ai lati del dorso in modo da bilanciarne il peso: infatti i vagoncini erano appesi come gerle su entrambi i lati del carrello centrale, che correva sulla monorotaia. Questa ferrovia, si estendeva per ben 90 km e la trazione era affidata a muli; la struttura rialzata impediva alla sabbia di ricoprire le rotaie.
Nel 1886 Lartigue portò un tratto della monorotaia da lui ideata in esposizione a Londra, dove costruì una tratta dimostrativa dotata questa volta di locomotive a vapore, nella speranza di vendere la sua idea come una valida opzione ferroviaria.

### La ferrovia Listowell-Ballybunion
In effetti la sua proposta venne accolta per la costruzione di una linea ferroviaria nel nord del Kerry, in Irlanda: venne così costruita la prima monorotaia per il trasporto di passeggeri, la Listowel - Ballybunion Railway che entrò in servizio regolare nel 1888. La ferrovia era lunga 14,4 chilometri e collegava i centri di Listowel, Ballybunion e Lisselton. Per consentire l'intersezione con le strade, furono costruiti dei ponti levatoi.
La ferrovia funzionò per 36 anni, fino al 1924; dopo quasi ottant'anni grazie agli sforzi di un'associazione di volontari, venne ricostruito un piccolo tratto dimostrativo di 500 metri che entrò in funzione nel 2003.

### La ferrovia Panissières-Feurs
Nel 1894 iniziarono i lavori per un'altra monorotaia progettata dallo stesso Lartigue tra Panissières e Feurs, nella regione francese di Rhône-Alpes. Il tracciato si estendeva per 16855 metri con pendenze fino a 25mm per metro ed includeva un ponte metallico di 18 metri sulla confluenza tra due corsi d'acqua (i ruscelli Loise e Charpassonne). Furono costruite due locomotive a vapore dalla fabbrica "Bietrix" di Saint-Étienne, simili a quelle impiegate sulla linea irlandese Listowel-Ballybunion.
La ferrovia operò solo in fase di collaudo e, in conseguenza dei numerosi problemi tecnici riscontrati nei test effettuati nel 1895 e 1896, non fu mai aperta al pubblico. All'ingresso del centro abitato di Panissières è esposta una riproduzione della locomotiva n°2.

### Magnesium Monorail
Nel 1924 è stata costruita dalla Sierra Salt Corporation una monorotaia Lartigue che trasportava sali di magnesio nel deserto della California. La linea è stata chiusa due anni dopo a causa di problemi finanziari della società di estrazione dei sali.

## Galleria d'immagini

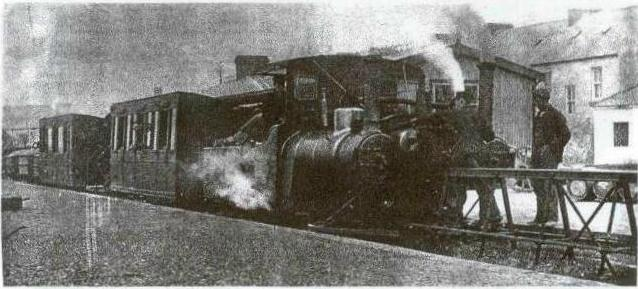
Un convoglio misto (merci e passeggeri) sulla Listowel-Ballybunion, anno 1900 circa.
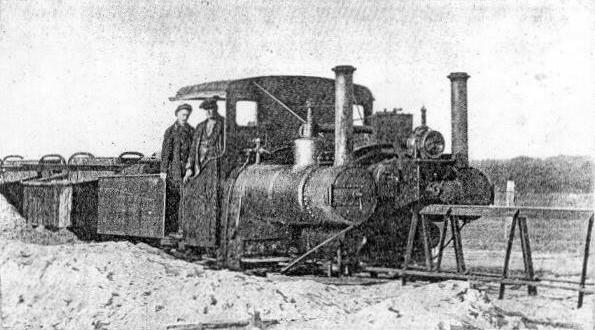
Una locomotiva della ferrovia Lisotwel-Ballybunion
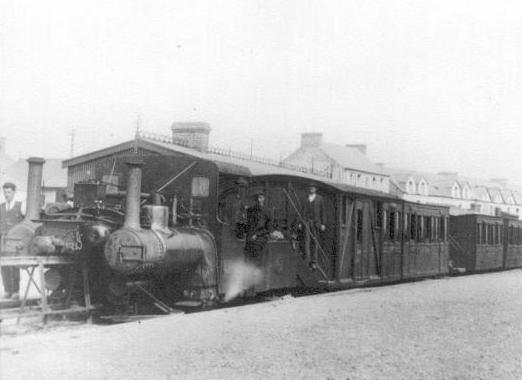
Il treno fermo a Ballybunion.
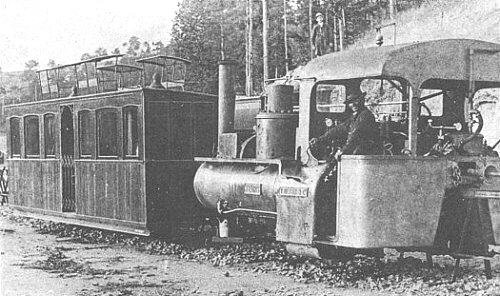
Una locomotiva della ferrovia Panissières-Feurs.